# Provincia de Chahar
Chahar (Mongol: Цахар; chino: 察哈尔, pinyin: Cháhā'ěr), también conocido como Chaha'er, Chakhar o Qahar, fue una provincia de China desde 1912 hasta 1936, cubriendo un territorio que hoy es, en su mayoría, parte del este de Mongolia Interior.

## Administración e historia
La provincia llevaba el nombre de los Chahar, un grupo tribal de los mongoles que viven en esa zona. Antes de la unificación de las tribus mongoles bajo Gengis Kan, el área había visto una intermitente influencia china sobre los nativos mongoles. Luego durante la dinastía Yuan (1271-1368), el área fue controlada de forma intermitente por China. En la dinastía Qing (1644-1912), Chahar todavía no era una provincia china, sino una "región especial" (Zhangyuan -张 垣 特区-), aunque Yao Xiguang propuso hacer de Chahar una provincia ya en 1908.
En 1913, el segundo año de la República de China, fue creada la Región Administrativa Especial de Chahar como una subdivisión de la provincia de Zhili, que contenía 6 banderas y 11 condados:
- Zhāngbèi (張北)
- Duōlún (多倫)
- Gǔyuán (沽源)
- Shāngdū (商都)
- Bǎochāng (寶昌)
- Kāngbǎo (康保)
- Xīnghé (興和)
- Táolín (陶林)
- Jíníng (集寧)
- Fēngzhèn (豐鎮)
- Liángchéng (涼城)

En 1928 Chahar se convirtió en una provincia con capital en Zhangjiakou. En los últimos cinco condados en la lista anterior (a partir de Xinghe) se repartieron a la provincia de Suiyuan. Y diez condados fueron incluidos de la Subprefectura de Xuanhua (宣化府) del circuito Koubei (口北道), provincia de Hebei:
- Xuānhuà (宣化)
- Chìchéng (赤城)
- Wànquán (萬全)
- Huáilái (懷來)
- Wèi (蔚)
- Yángyuán (陽原)
- Lóngguān (龍關)
- Yánqìng (延慶)
- Huái'ān (懷安)
- Zhuōlù (涿鹿)

De 1937 a 1945 Chahar fue ocupada por Japón, y formó parte de Mengjiang, una región controlada por los japoneses dirigido por el príncipe mongol Demchugdongrub de la Alianza Shilingol. La Alianza Popular de Chahar contra el Ejército Japonés (察哈爾民眾抗日同盟軍) fue establecido en Kalgan el 26 de mayo de 1933 por Feng Yuxiang y Ji Hongchang.
En 1952, seis años después de que China se convirtió en comunista, la provincia fue abolida y fue repartida entre Mongolia Interior, la municipalidad de Pekín y Hebei.

## Geografía
La provincia de Chahar quedó dividida de norte a sur por la Gran Muralla China, con el área norte más grande que el área sur; la capital Zhangjiakou era por mucho la mayor ciudad en población. Tenía una superficie de 278.957 km². El norte de Chahar era en su mayor parte una extensión del noreste del desierto de Gobi.
Fronteras
- Norte: Xing'an
- Norte y oeste: Mongolia
- Oeste y sur: Suiyuan
- Sur: Shanxi y Hebei
- Este: Rehe y Liaobei